# 從北主義
從北主義（：／）是南韓內部親朝鮮民主主義人民共和國（社会主义的北方政权）的一种政治思想，承认後者及其執政的朝鮮勞動黨具有朝鮮半島歷史的正統性。

## 主张
從北主義者主張1945年以后的韓國政府是“由親日派的高位官僚、南北協商反對者及美國支配所組成的傀儡政權”。

## 反映
有关主张被韓國政府定性为亲北立场及危害国家安全，並限制其组織动员。